# Hayley Atwellová
Hayley Elizabeth Atwellová (* 5. dubna 1982 Londýn) je anglicko-americká herečka. K jejím nejvýznamnějším rolím patří postava agentky Peggy Carterové v filmech a seriálech série Marvel Cinematic Universe.

## Životopis
Narodila se v Londýně, je dcerou Allison (rozené Cain) a Granta Atwella. Její matka pochází z Anglie, otec z amerického Kansas City. Má britské i americké občanství. Její rodiče se rozvedli, když jí byly 2 roky. Navštěvovala Sion-Manning Roman Catholics Girl's School v Londýně a London Oratory School. V roce 2005 promovala na Guidhall School of Music and Drama.

## Kariéra
V roce 2007 se poprvé objevila ve filmu Woodyho Allena Kasandřin sen. O rok později se představila ve snímku Návrat na Brideshead a ve filmu Vévodkyně, za který byla nominována na British Independent Film Award.
V lednu 2009 se představila v divadelní hře A View from the Bridge v divadle Duke of York's, za což byla nominována na Laurence Oliver Award. Získala roli v minisérii stanice AMC Vězeň. O rok později si zahrála roli Freyu Deverell v úspěšné adaptaci románu Williama Boyda Any Human Heart.
V roce 2011 si zahrála agentku Peggy Carterovou v superhrdinském filmu Captain America: První Avenger. MTV Networks ji jmenovalo jako jeden z objevů roku 2011. Roli Peggy si zopakovala v krátkém filmu z roku 2013 Agentka Carterová, v roce 2014 ve filmu Captain America: Návrat prvního Avengera a v televizním seriálu Agenti S.H.I.E.L.D., roku 2015 ve filmech Avengers: Age of Ultron, Ant-Man, v roce 2019 ve snímku Avengers: Endgame a roku 2022 ve filmu Doctor Strange v mnohovesmíru šílenství. V letech 2015–2016 byl vysílán seriál Agent Carter o životě agentky Peggy Carterové. Svůj hlas také propůjčila do annimovaného seriálu Co kdyby…? a do videoher Captain America: Super Solider a Lego Marvel's Avengers.
V únoru 2016 byla obsazena do nového právnického seriálu Právem odsouzeni.

## Filmografie

### Film
| Rok  | Název                                         | Role                             | Poznámky                                                                                    |
| ---- | --------------------------------------------- | -------------------------------- | ------------------------------------------------------------------------------------------- |
| 2007 | Kasandřin sen                                 | Angela Stark                     |                                                                                             |
| 2007 | How About You                                 | Ellie                            |                                                                                             |
| 2008 | Návrat na Brideshead                          | Julia Flyte                      |                                                                                             |
| 2008 | Vévodkyně                                     | Elizabeth „Bess“ Foster          | nominace – British Independent Film Award v kategorii Nejlepší herečka ve vedlejší roli     |
| 2011 | Captain America: První Avenger                | Peggy Carterová                  | nominace – Scream Award v kategoriích Nejlepší sci-fi herečka a Průlomové vystoupení – žena |
| 2012 | Já, Anna                                      | Emmy                             |                                                                                             |
| 2012 | Inspektor Regan                               | Nancy                            |                                                                                             |
| 2013 | Jimi: Hvězda stoupá vzhůru                    | Kathy Etchingham                 |                                                                                             |
| 2013 | Marvel One-Shot: Agentka Carterová            | Peggy Carterová                  | krátký film                                                                                 |
| 2014 | Captain America: Návrat prvního Avengera      | Peggy Carterová                  |                                                                                             |
| 2014 | Testament mládí                               | Hope                             |                                                                                             |
| 2015 | Popelka                                       | matka Popelky                    |                                                                                             |
| 2015 | Avengers: Age of Ultron                       | Peggy Carterová                  | cameo                                                                                       |
| 2015 | Ant-Man                                       | Peggy Carterová                  | cameo                                                                                       |
| 2018 | Kryštůfek Robin                               | Evelyn Robinová                  |                                                                                             |
| 2019 | Blinded by the Light                          | slečna Clayová                   |                                                                                             |
| 2019 | Avengers: Endgame                             | Peggy Carterová                  |                                                                                             |
| 2021 | Králíček Petr bere do zaječích                | Micka (hlas)                     |                                                                                             |
| 2022 | Independent Miss Craigie                      | vypravěčka (hlas)                | dokumentární                                                                                |
| 2022 | Doctor Strange v mnohovesmíru šílenství       | Peggy Carterová / Captain Carter |                                                                                             |
| 2023 | Mission: Impossible Odplata – První část      | Grace                            |                                                                                             |
| 2025 | Mission: Impossible – Dead Reckoning Part Two | Grace                            |                                                                                             |

### Televize
| Rok       | Název                                     | Role                             | Poznámky                                                                                   |
| --------- | ----------------------------------------- | -------------------------------- | ------------------------------------------------------------------------------------------ |
| 2005      | O čem všem je láska                       | Sabrina Guinness                 | TV film                                                                                    |
| 2006      | Fear of Fanny                             | Jane                             | TV film                                                                                    |
| 2006      | Záhady Sally Lockhartové – Rubín v kouři  | Rosa Garland                     | TV film                                                                                    |
| 2006      | The Line of Beauty                        | Catherine Fedden                 | 3 epizody                                                                                  |
| 2007      | Mansfieldské panství                      | Mary Crawford                    | TV film                                                                                    |
| 2007      | Záhady Sally Lockhartové – Stín na severu | Rosa Garland                     | TV film                                                                                    |
| 2009      | Vězeň                                     | Lucy / 4-15                      | 5 epizod                                                                                   |
| 2010      | Pilíře země                               | Aliena                           | 8 epizod nominace – Zlatý glóbus v kategorii Nejlepší herečka v mini-seriálu nebo TV filmu |
| 2010      | Any Human Heart                           | Freya                            | 4 epizody                                                                                  |
| 2010      | Falcón                                    | Consuelo Jiménez                 | 4 epizody                                                                                  |
| 2012      | Restless                                  | Eva Delectorskaya                | 2 epizody                                                                                  |
| 2012      | Playhouse uvádí                           | bankéřka                         | epizoda „The Man“                                                                          |
| 2013      | Černé zrcadlo                             | Martha                           | epizoda „Be Right Back“                                                                    |
| 2013      | Life of Crime                             | Denise Woods                     | 3 epizody                                                                                  |
| 2014      | Agenti S.H.I.E.L.D.                       | Peggy Carterová                  | epizody: „Stíny“ a „To, co chceme pohřbít“                                                 |
| 2015–2016 | Agent Carter                              | Peggy Carterová                  | hlavní role, 18 epizod nominace – Saturn Award v kategorii Nejlepší televizní herečka      |
| 2016–2017 | Právem odsouzeni                          | Hayes Morrison                   | hlavní role                                                                                |
| 2017–2019 | Avengers – Sjednocení                     | Peggy Carterová                  | hlas                                                                                       |
| 2017      | Rodinné sídlo                             | Margaret Schlegelová             |                                                                                            |
| 2018      | The Long Song                             | Caroline Mortimerová             |                                                                                            |
| 2018      | 3 mimo: Příběhy z Arkádie                 | Zadra                            | hlas                                                                                       |
| 2019      | Criminal: UK                              | Stacey Doyle                     | epizoda: „Stacey“                                                                          |
| 2021      | Co kdyby…?                                | Peggy Carterová / Captain Carter | hlas, 2 epizody                                                                            |
| 2023      | Tomb Raider                               | Lara Croft                       | epizoda: „Episode #1.1“                                                                    |

## Divadlo
| Rok  | Název                  | Role               | Divadlo                  |
| ---- | ---------------------- | ------------------ | ------------------------ |
| 2005 | Prometheus Bound       | Io                 | Sound Theatre            |
| 2006 | Women Beware Women     | Bianca             | Royal Shakespear Company |
| 2007 | The Man of Mode        | Belinda            | Royal National Theatre   |
| 2008 | Major Barbara          | Barbara Undershaft | Royal National Theatre   |
| 2009 | A View from the Bridge | Catherine          | Duke of York's Theatre   |
| 2011 | The Fiath Machine      | Sophia             | Royal Court Theatre      |
| 2013 | The Pride              | Sylvia             | Trafalgar Studios        |
| 2018 | Dry Powder             | Jenny              | Hampstead Theatre        |
| 2018 | Measure for Measure    | Angelo / Isabella  | Donmar Warehouse         |
| 2019 | Rosmersholm            | Rebecca West       | Duke of York's Theatre   |